# Udzima wa ya Masiwa
"Udzima wa ya Masiwa" (cũng viết là "Ouzima wa Massiwa", tiếng Việt: Đảo quốc thống nhất) là quốc ca của Comoros. Said Hachim Sidi Abderemane đã sáng tác nhạc và lời cho bài hát, riêng phần nhạc có sự giúp đỡ của Kamildine Abdallah.
Hòn đảo Mayotte - lãnh thổ tranh chấp với Pháp cũng được đề cập trong bài hát.
Bài hát được chọn làm quốc ca năm 1978, thay thế cho quốc ca trước đó là Ungwana (tiếng Việt: Tự do).

## Lời

### Lờitiếng Comoros
Beramu isi pepeza
I nadi ukombozi piya
Yi daula ivenuha
Tasibabu yahe dini voya tsangaya hunu Komoriya
Narikeni namahaba ya huvendza ya masiwa yatru

Wasiwa Komori damu ndzima
Wasiwa Komori dini ndzima
Ya masiwa radzaliwa
Ya masiwa yarileya
Mola nde yari sayidiya
Narikeni ha nia
Rivendze uwatwaniya
Mahaba ya dini na duniya.

Beramu isi pepeza
Rangu mwezi sita wa Juiye
Ye daula ivenuha
Zisiwa zatru zi katuha
Maoré na Ndzuani, Mouali na Ngazidja
Narikeni namahaba ya huvendza ya masiwa.

### Lờitiếng Pháp
Au faîte le Drapeau flotte
Apelle à la Liberté totale.
La nation apparaît,
Force d'une même religion au sein des Comores.
Vivons dans l'amour réciproque dans nos îles.

Les Comoriens issus de même sang,
Nous embrassons la même idéologie religieuse.
Les îles où nous somme nés !
Les îles qui nous ont prodigué la bonne éducation.
Dieu y a apporté son aide.
Conservons notre unité pour l'amour le patrie,
Amour pour la religion
Et pour l'évolution.

Au faîte le Drapeau flotte
Depuis le 6 du mois de juillet
La nation apparaît,
Les îles devenues souveraines;
Maore - N'Dzouani - Mouwali - et N'Gazidja.
Gardons notre amour pour les îles.

### Dịch sangtiếng Việt
Quốc kỳ đang tung bay
Nhắc nhở ta về nền độc lập toàn vẹn
Đất nước ta toả sáng
Vì lòng trung thành ta dành cho Comoros
Hãy cùng yêu thương Đảo quốc vĩ đại này bằng tất cả tấm lòng của chúng ta

Chúng ta là nhân dân Comoros với cùng một dòng máu
Chúng ta là nhân dân Comoros với cùng một niềm tin
Đảo quốc này đã sinh ra ta
Đảo quốc này đã đưa ta đến với cuộc đời 
Mong Thượng đế sẽ luôn giúp đỡ chúng ta
Hãy đem lòng quyết tâm vững chắc của mình
Cống hiến cho quê hương đất nước
Cho tôn giáo của chúng ta và thế giới này

Lá cờ đang tung bay
Từ ngày 6 tháng 7 tới nay
Đất nước ta toả sáng
Lãnh thổ đất nước được vẽ nên
Gồm những hòn đảo: Mayotte, Ndzouani, Moili và N'Gazidja
Hãy cùng yêu thương Đảo quốc vĩ đại này bằng tất cả tấm lòng của ta